# Cantón Mocha
El Cantón Mocha es una municipalidad de la provincia de Tungurahua. Su población es de 6.777 habitantes,
Con una altitud promedio de 3 280 m s. n. m., Mocha es el cantón y zona habitada a mayor altitud de toda la República de Ecuador.

## Historia
Mocha se deriva de la palabra Mochica “Mochoe” cuyo significado es adoratorio, se cree que este nombre se debe al Monasterio de las Vírgenes del Sol que existió en la cima del cerro Puñalica, al llegar los Incas a esta zona del país decidieron kichuizar el nombre haciendo referencia a la palabra Mucha que dentro del idioma Kichua significa beso, con el pasar del tiempo y con la mezcla entre el español y el kichua se nombró a esta tierra como Mocha.

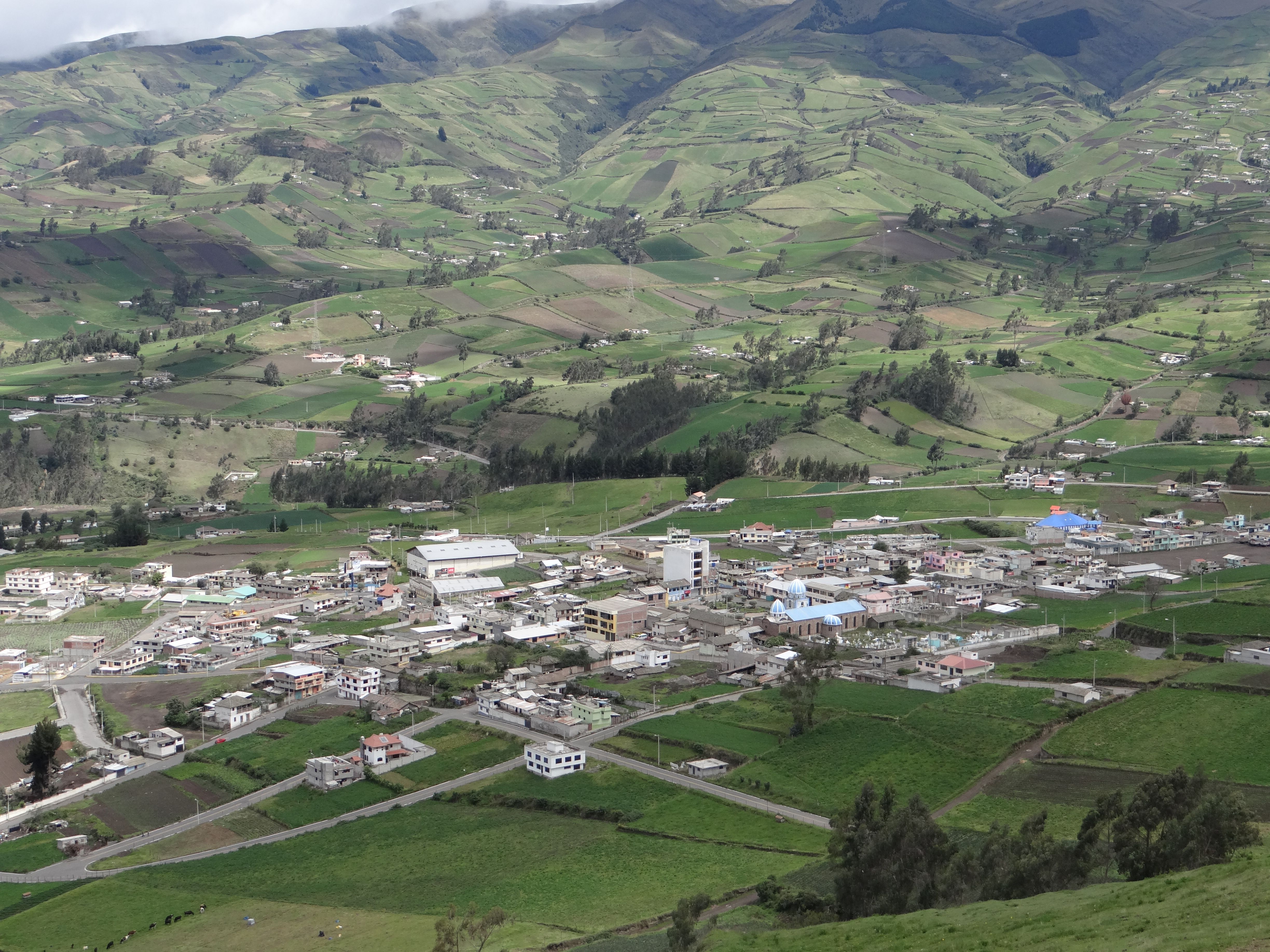
Vista panorámica del Cantón Mocha.

La población de Mocha desde sus inicios fue habitada por los Panzaleos, quienes adoraban al Chimborazo, Tungurahua y Carihuairazo. Ante la invasión de los Incas a territorio ecuatoriano, el pueblo Panzaleo asentado en Mocha mostró gran resistencia en varias ocasiones pero en 1486, que los incas logran afianzarse en el territorio de Mocha más que por la lucha por el matrimonio que contrajo Huayna Cápac con una de las hijas de Punina, quien fuera Cacique de los Mochas.
Mocha, al ser el paso estratégico entre el norte y sur del Reino de Quito se convierte en un Tambo Real, en Fortaleza y en adoratorio del Sol, hasta la época de la conquista en 1534, cuando se convierte en simples encomiendas y sus territorios pasan a manos de españoles, pero no es hasta 1586 que Don Alfonso Ruiz funda definitivamente Mocha. Al momento en que Riobamba es ascendida Villa y toma el nombre de Villa de Villar Don Pardo, Mocha ingresa a formar parte de su territorio y es nuevamente el paso obligado para comunicar a Quito con el corregimiento de Riobamba.
Mocha por su ubicación geográfica, en una zona montañosa con volcanes activos el territorio de la sierra central del Ecuador tuvo varios cataclismos que afectaron seriamente sus poblados, es así que la población de Mocha, fue afectada en varias ocasiones siendo los sismos más destructores de los años 1797, 1949 y 1968, de todos estos movimientos telúricos los mochanos supieron levantarse y volver a reconstruir de entre los escombros a su amada ciudad.
Mocha, en sus tiempos de tribus antiguas fue la cuna de la civilización por los rituales que practicaban para satisfacer a los dioses además hay unos pergaminos que dicen que se levantará dentro de 60 años de nuevo la ciudad como nunca antes se vio y poseerá de nuevo su gran esplendor.

## Límites
- Al norte y este con los cantones Tisaleo, Cevallos y Quero
- Al sur con la provincia de Chimborazo
- Al oeste con Ambato

## División política
Su cabecera es Mocha; cuenta con dos parroquias:
- Pinguilí Santo Domingo
- Mocha (Urbana)